# 王吉 (清朝)
王吉（？—1880年），湖南衡陽人，清朝军事人物，湘军将领。
王吉由马兵升为守备。咸丰九年（1859年），王吉参加湘军水师，隶属于彭玉麟部下。从屯黄石矶，击芜湖太平军，在长江沿线的殷家汇、枞阳和太平天国作战，有功，擢升为都司。咸丰十一年（1861年），攻克孝感，因战功擢升为游击，赐号“猛勇巴图鲁”。攻克德安府、黄州府，擢升为副将。同治元年（1862年），金柱关之战，王吉率队蛇行前进，破太平天国的堡垒，以总兵记名。太平军从太平府来犯，王吉驾飞划入湖迎击。援助无为州，率水勇登陆，破铜城徬水卡，再破陶家嘴、大甲村、岷山冈。同治二年（1863年），曾国藩、彭玉麟上疏推荐王吉勇敢诚朴，堪胜总兵之任，清朝朝廷授王吉为狼山镇总兵。跟随湘军攻克江浦、浦口，夺得下关、草鞋峡、燕子矶，以提督记名。同治八年（1869年），王吉休假修墓，之后赴狼山镇任。光绪六年菊月十三日（1880年），王吉卒，赐恤。